# Sanremo-Festival 1978
Die 28. Ausgabe des Festival della Canzone Italiana di Sanremo fand 1978 vom 26. bis zum 28. Januar im Teatro Ariston in Sanremo statt und wurde von Maria Giovanna Elmi, Beppe Grillo, Stefania Casini und Vittorio Salvetti moderiert.

## Ablauf

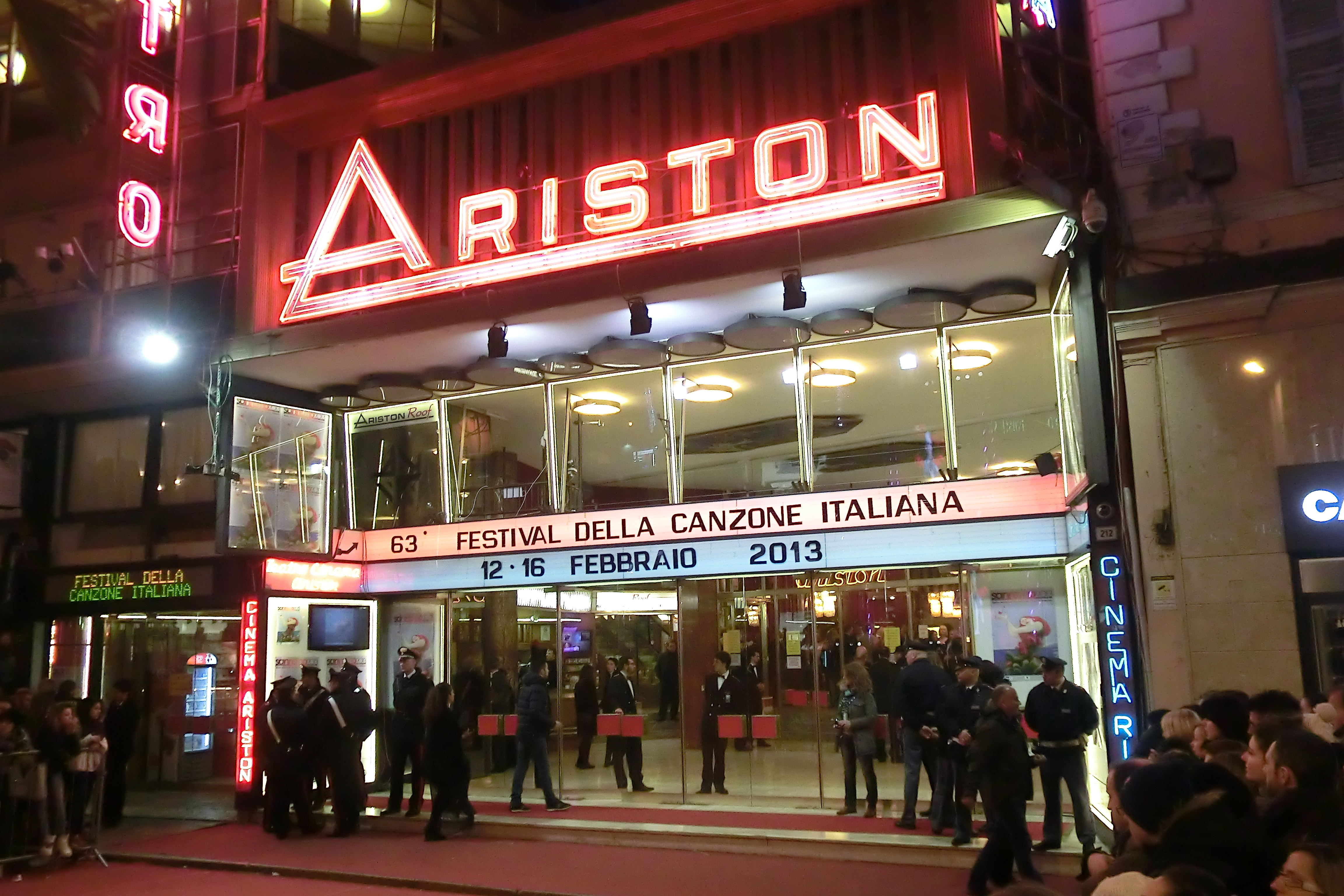
Das Ariston-Theater, Veranstaltungsort des Sanremo-Festivals

Nachdem die Presse das Festival praktisch für tot erklärt hatte und die Rai entschied, auch die Radioübertragung der ersten beiden Abende auszusetzen und nur noch das Finale zu senden, hatte das Festival 1978 einen schweren Start. Doch Vittorio Salvetti, der nun zum dritten Mal in Folge die Organisation in der Hand hatte, ließ sich davon nicht einschüchtern. Die Anzahl der Teilnehmer wurde auf 15 aufgestockt, die Moderation auf Maria Giovanna Elmi (wie im Vorjahr), Beppe Grillo, Stefania Casini und Salvetti persönlich verteilt.
Die Teilnehmer wurden in drei Kategorien aufgeteilt, nämlich Solointerpreten, Gruppen und Cantautori. Die Band Krisma wurde im letzten Moment disqualifiziert, da sich herausstellte, dass ihr Beitrag nicht unveröffentlicht war; somit gingen letztlich nur 14 Teilnehmer ins Rennen. Am bekanntesten unter den Teilnehmern war die Band Matia Bazar, die bereits im Vorjahr im Rennen gewesen war und Anfang 1978 mit Solo tu die Hitparade dominierte. Für Aufsehen sorgte auch die Teilnahme des kalabrischen Cantautore Rino Gaetano. Während des Festivals konnte sich außerdem die Debütantin Anna Oxa profilieren, die mit einem Lied von Ivano Fossati antrat und durch ihr punkiges Auftreten auffiel.
Alle 14 Beiträge erreichten das Finale, wo nach einer ersten Abstimmung fünf ausschieden. Danach wurde pro Kategorie ein Sieger bestimmt, wovon derjenige mit den meisten Stimmen zum Gesamtsieger des Festivals ausgerufen wurde. So konnte schließlich Matia Bazar vor Anna Oxa und Rino Gaetano gewinnen.

## Teilnehmende Beiträge
| Platzierung | Interpret                 | Lied                   | Autoren                                                                          |
| ----------- | ------------------------- | ---------------------- | -------------------------------------------------------------------------------- |
| 1           | Matia Bazar               | …e dirsi ciao          | Giancarlo Golzi, Aldo Stellita, Piero Cassano, Carlo Marrale, Antonella Ruggiero |
| 2           | Anna Oxa                  | Un’emozione da poco    | Ivano Fossati, Guido Guglielminetti                                              |
| 3           | Rino Gaetano              | Gianna                 | Rino Gaetano                                                                     |
| 4           | Ciro Sebastianelli        | Il buio e tu           | Ciro Sebastianelli, Daniele Pace, Oscar Avogadro                                 |
| 5           | Anselmo Genovese          | Tu sola                | Anselmo Genovese, Luigi Capello                                                  |
| 6           | Santino Rocchetti         | Armonia e poesia       | Santino Rocchetti, Andrea Lo Vecchio                                             |
| 7           | Schola Cantorum           | Un amore               | Marco Luberti, Enrico Fusco                                                      |
| 8           | Laura Luca                | Domani domani          | Gian Pieretti, Alberto Nicoletti                                                 |
| 9           | Daniel Sentacruz Ensemble | 1/2 notte              | Zacar, Savino Grieco, Ciro Dammicco, Sentacruz                                   |
| 10          | Donato Ciletti            | Anna Anna              | Daniele Pace, Oscar Avogadro, Donato Ciletti, Claudio Cavallaro                  |
| 11          | Dora Moroni               | Ora                    | Franco Marino, Enrico Intra, Claudio Rego, Donatella Rettore                     |
| 12          | Roberto Carrino           | ’N ’addore ’e castagne | Roberto Carrino, Mario Coppola                                                   |
| 13          | Marco Ferradini           | Quando Teresa verrà    | Simon Luca, Marco Ferradini                                                      |
| 14          | Beans                     | Soli                   | Antonio Bella, Gianni Bella                                                      |

## Erfolge
Sechs Beiträge aus dem Sanremo-Festival 1978 konnten im Anschluss in die Top 25 der Singlecharts einsteigen. Dabei erreichten die drei bestplatzierten Lieder allesamt Platz eins.

| Jahr | Titel Interpret                     | Höchstplatzierung, Gesamtwochen, AuszeichnungChartsChartplatzierungen (Jahr, Titel, Interpret, Platzierungen, Wochen, Auszeichnungen, Anmerkungen) | Anmerkungen |
| Jahr | Titel Interpret                     | IT | Anmerkungen |
| ---- | ----------------------------------- | --- | ----------- |
| 1978 | Un’emozione da poco Anna Oxa        | IT1 (16 Wo.)IT | Platz 2     |
| 1978 | Gianna Rino Gaetano                 | IT1 (15 Wo.)IT | Platz 3     |
| 1978 | …e dirsi ciao Matia Bazar           | IT1 (12 Wo.)IT | Platz 1     |
| 1978 | Domani domani Laura Luca            | IT11 (12 Wo.)IT | Platz 8     |
| 1978 | Il buio e tu Ciro Sebastianelli     | IT11 (8 Wo.)IT | Platz 4     |
| 1978 | 1/2 notte Daniel Sentacruz Ensemble | IT15 (10 Wo.)IT | Platz 9     |

## Belege
1. ↑  Eddy Anselmi: Il Festival di Sanremo: 70 anni di storie, canzoni, cantanti e serate. DeAgostini, Mailand 2020, ISBN 978-88-511-7661-7, S. 221.
2. ↑  M&D-Chartarchiv. Musica e dischi, abgerufen am 16. Februar 2018 (italienisch, kostenpflichtiger Abonnement-Zugang).